# Megan Boone
Pour les articles homonymes, voir Boone.
Megan Boone est une actrice américaine née le 29 avril 1983 à Petoskey, dans le Michigan. Elle est principalement connue pour le rôle de l'agent du FBI Elizabeth Keen dans la série télévisée Blacklist, diffusée sur la chaîne NBC et qu'elle incarne de 2013 à 2021.
Elle a obtenu un rôle régulier dans la série Los Angeles, police judiciaire et est apparue dans des films tels que Meurtres à la St-Valentin et Sexy Dance 4: Miami Heat.

## Biographie
Née à Petoskey, dans le Michigan et fille de Marcus Whitney Boone et Jennifer Parr, Megan Boone grandit à The Villages, une census-designated place en Floride. Ses parents s'y sont déplacés quand elle était enfant afin de se rapprocher de ses grands-parents,. Son grand-père, H. Gary Morse (en), est le concepteur de The Villages, et sa mère, Jennifer Parr, est la directrice des ventes. Elle a une sœur, Paige, et un frère, Harper. Sa passion pour le métier d'actrice s'est manifestée très jeune, à l'âge de cinq ans, lorsqu'elle joua avec son cousin sur le porche arrière de sa
maison. Boone dit qu'elle était « accro » à jouer la comédie à l'âge de sept ans quand ses grands-parents l'ont emmenée à New York pour voir une pièce de Broadway avec Nathan Lane.
Elle étudie le théâtre au Belleview High School, dont elle ressort diplômée en 2001. Elle est diplômée en comédie de l'Université d'État de Floride en 2005 avec un BFA en interprétation. Par la suite, elle étudie l'art dramatique et l'interprétation technique avec Jane Alexander et Edwin Sherin au Asolo Repertory Theatre (en), et en atelier avec le dramaturge Mark Medoff. Megan Boone dira que Jane Alexander l'a encouragée à continuer sa carrière d'actrice alors que la jeune femme était sur le point de renoncer. Elle jouera avec Alexander quelques années plus tard dans la série Blacklist.
Après avoir obtenu son diplôme, elle part pour Londres étudier à nouveau l'art dramatique et l'interprétation théâtrale shakespearienne, et rencontre des professeurs ayant travaillé avec la Royal Academy of Dramatic Art et la Royal Shakespeare Company.
Elle revient ensuite à Los Angeles, où elle étudie avec William Alderson, un élève de Sanford Meisner.

## Carrière

### Débuts (2001-2012)
Après un court-métrage, Elijah, tourné en 2001, tournée lorsqu'elle était étudiante à l'Université de Floride, Megan Boone fait ses débuts professionnels en 2007 au théâtre. Après avoir créée une société de production théâtrale à but non lucratif I'm a Parade Productions, elle concrétise ses projets théâtraux en produisant et en interprétant Ya Ya dans la pièce Limonade Tous Les Jours écrite par Charles L. Mee (en), qui suit la relation entre un quinquagénaire américain et une chanteuse parisienne d'une vingtaine d'années. La prestation de la jeune femme, âgée de vingt-quatre ans, est saluée par la critique. Laura Hitchcock du site CurtainUp, loue sa manière de jouer « Ya Ya avec vivacité et charme sournois et [...] donne une crédibilité discrète à ce qui est fondamentalement une histoire de relation ». Terry Morgan de Variety note qu'« elle est tout à fait crédible en tant que Ya Ya, une femme avec des problèmes de contrôle qui veut paraître difficile, tout en restant vulnérable », ajoutant que « son accent français est impeccable et son chant discret mais charmant ». Il précise que « la principale réalisation de Boone dans ce rôle est de présenter de manière transparente un personnage en trois dimensions qui pense, fait des déclarations et se contredit instantanément - qui est réel, charmant dans le moment présent ». Elle obtient deux prix aux LA Weekly Theater Awards : celui du prix de la meilleure performance dans une pièce comique et de la meilleure distribution dans une pièce comique. Parallèlement, elle tourne dans son premier long-métrage, le western The Mustachioed Bandit Meets His End. Film indépendant tourné avec un budget de 15 000 $ dans l'Utah et mélange de western, drame, action et suspense, il est présenté à Los Angeles en février 2007, avant de sortir en DVD l'année suivante.
Le succès de Limonade Tous les Jours permet à Megan Boone de se faire remarquer de quelques producteurs. En 2008, elle fait ses premiers pas à la télévision avec des seconds rôles dans les séries The Cleaner et Cold Case : Affaires classées. En 2009, elle tient le rôle de Megan, employée de magasin et maîtresse du shérif d'une petite ville minière dans le film d'horreur Meurtres à la St-Valentin réalisé par Patrick Lussier, remake du film canadien du même nom sorti en 1981. Tourné entre mai et juin 2008 en Pennsylvanie pour un budget de 15 millions de dollars,, le film sort en janvier 2009 notamment en 3D et rencontre des critiques mitigées. Megan Boone est remarquée par le critique Jim Vevjoda de IGN qui selon lui « pourrait devenir la prochaine fille canon sur grand écran si elle joue bien ses cartes ». Le long-métrage remporte un véritable succès commercial, en rapportant 102 millions de dollars de recettes mondiales au box-office.
Après le succès de Meurtres à la St-Valentin, elle alterne films indépendants ou à gros budget en tournant dans la comédie dramatique The Myth of the American Sleepover, ayant connu une sortie limitée, lui valant d'obtenir de faibles recettes au box-office, malgré un bon accueil critique. En 2010, elle tient un rôle secondaire dans Sex and the City 2, suite de l'adaptation cinématographique de la série du même nom, puis tourne le pilote d'une série télévisée, H.M.S.: White Coat, dans lequel elle incarne une étudiante en médecine, mais le programme n'a pas convaincu les dirigeants de la chaîne CW.
C'est également en 2010 qu'elle obtient un premier rôle important, celui du substitut du procureur Lauren Stanton dans la série télévisée Los Angeles, police judiciaire, spin-off de New York, police judiciaire. Elle l'incarne durant sept épisodes, mais en raison d'une réécriture de la série, elle quitte la série à la mi-janvier 2011. Le programme obtient un accueil mitigé et ne convainc pas le public, s'arrêtant au bout d'une saison. La même année, elle réalise un court-métrage Eggshells For Soil, dans lequel elle joue également le rôle d'une institutrice,.
Après avoir participé au film indépendant About Cherry, elle tient, en 2012 un rôle secondaire – celui de Claire, sœur du personnage principal masculin – dans Sexy Dance 4: Miami Heat, quatrième volet de la série de films Sexy Dance. L'accueil est mitigé de la part des critiques, mais obtient un assez bon succès commercial avec 165 millions de dollars de recettes mondiales, pour un budget de 33 millions.
Toujours en 2012, elle tient le rôle principal du drame Leave Me Like You Found Me (en), premier film réalisé par la productrice Adele Romanski, avec lequel elle avait travaillé sur The Myth of American Sleepover et Eggshells for Soil. Narrant l'histoire d'un couple qui se remet ensemble et tente de rebâtir sa relation durant un séjour en camping au Parc national de Sequoia, le long-métrage n'a pas encore connu de distribution en salles sur le territoire américain, malgré des présentations dans des festivals. La prestation de Boone est récompensée par le Gen Art Film Festival Award de la meilleure actrice. La même année, elle tourne le film dramatique Family Games, où elle incarne une jeune femme voulant saboter le futur mariage de son père. Le film sortira en vidéo en 2018. Ensuite, elle tourne la comédie Welcome to the Jungle, avec Adam Brody et Jean-Claude Van Damme, qui connaît une distribution limitée en salles et est mal accueilli par la presse. En octobre 2012, elle est recrutée temporairement pour interpréter la nouvelle équipière du personnage incarné par Donnie Wahlberg dans la série Blue Bloods,.
Toutefois, elle remet sa carrière en question, car, ne se voyant plus obtenir de grand rôle, elle pensait même à abandonner son métier, songeant à travailler dans la restauration ou la vente,.

### La consécration avecBlacklist(depuis 2013)

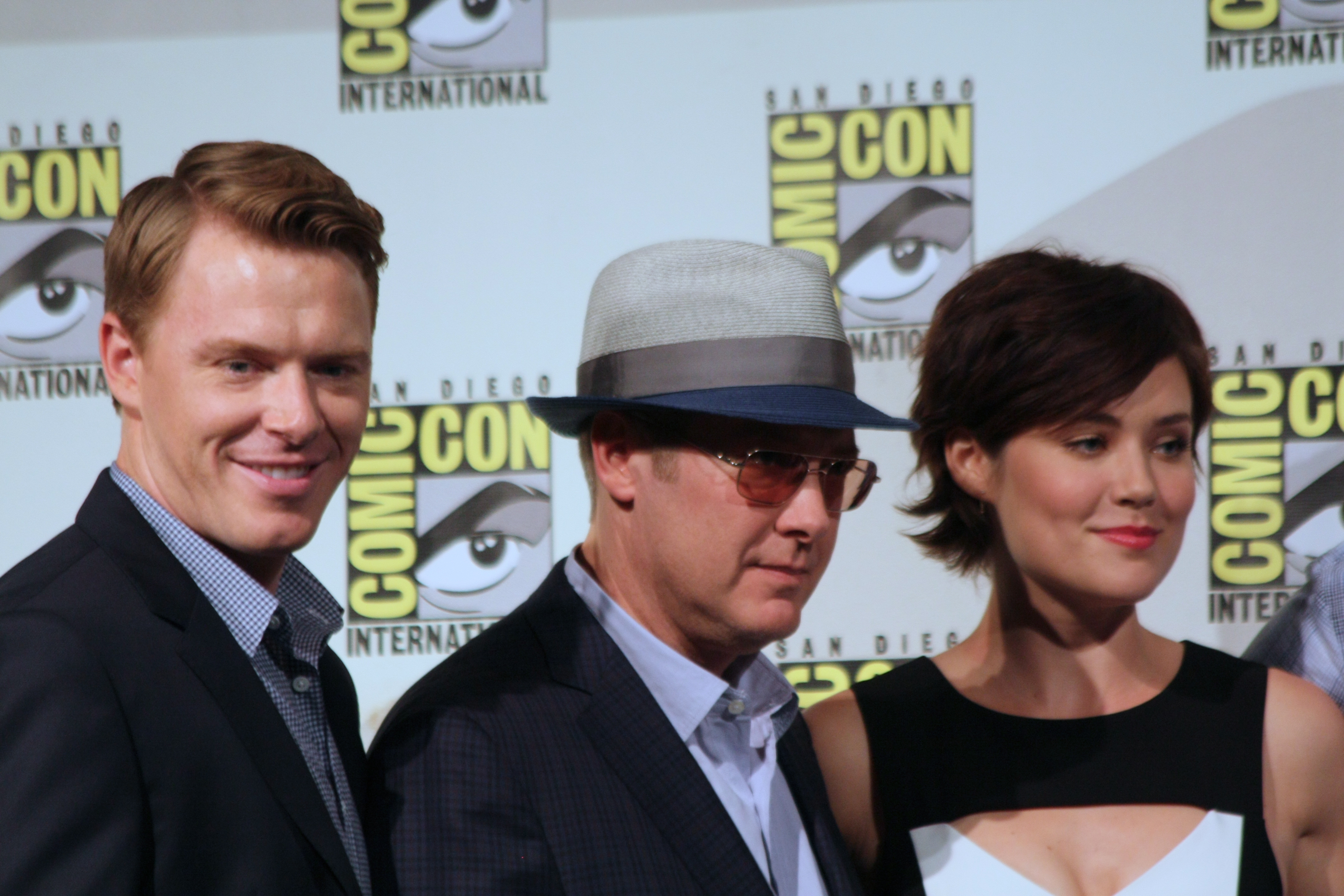
Diego Klattenhoff, James Spader et Megan Boone lors d'un panel à la série Blacklist au Comic-Con en 2013.

Alors qu'elle songe à se reconvertir, Megan Boone reçoit le script d'une nouvelle série télévisée de NBC, Blacklist,,. Elle obtient l'un des deux rôles principaux, celui de l'agent Elizabeth Keen, jeune profileuse du FBI novice, devant coopérer avec le fugitif Raymond Reddington, incarné par James Spader ; ce dernier, après s'être rendu, offre ses services à l'agence pour arrêter ceux avec qui il a travaillé dans le passé, mais veut collaborer uniquement avec Keen, qui semble pourtant n'avoir aucun lien avec le criminel. Afin de se préparer au rôle, Boone a travaillé de manière intensive, apprenant à manier une arme à feu et s'adonnant à l'entraînement physique : grande fan de sport, elle s'est initiée aux techniques de combat de krav-maga.
Elle passe une semaine à préparer son audition initiale, qu'elle considère comme l'une des meilleures de sa carrière, puis sera rappelée pour d'autres auditions. Boone passe l'audition en premier, car elle, les producteurs voulaient d'abord auditionner le personnage qui est « l'élément central », ajoutant que, lorsqu'on lui a proposé The Blacklist, elle ne cherchait plus à trouver la série à succès, mais voulait « juste un rôle plus riche que les précédents » et l'a trouvé en lisant le script. Dans une interview où lui demande si elle se retrouvait dans le personnage d'Elizabeth Keen, elle répond qu'elle n'est « pas aussi tenace qu’elle » et qu'elle est « pacifiste et un peu renfermée », mais qu'elle pense « être également très courageuse ».
Dès sa diffusion le 23 septembre 2013, Blacklist remporte à la fois un succès critique, et public, en réunissant plus de 10 millions de téléspectateurs à chaque épisode, ce qui lui permet d'être classé dans les top 10 des programmes les plus vus en prime-time de la saison 2013-2014. La prestation de Megan Boone est remarquée par la critique notamment de The Guardian, qui note qu'elle joue son rôle avec « empathie », tandis que d'autres saluent notamment sa crédibilité et son charme et le fait qu'elle résiste à Spader grâce à une interprétation « nuancée ».
Le succès de la série permet à l'actrice de trente ans de se faire connaître d'un large public et d'obtenir enfin un premier grand rôle dans un programme télévisé d'importance, qui sera renouvelé pour une deuxième saison en décembre 2013, puis pour une troisième, quatrième et cinquième saison respectivement en février et décembre 2015 et en mai 2017,, suivi d'une sixième saison en mai 2018 et d'une septième saison en mars 2019. La série continue à connaître un certain succès d'audience notamment en faisant de bons scores en différé en DVR.
Parallèlement à Blacklist, elle apparaît dans deux épisodes du spin-off, Blacklist: Redemption, et prête sa voix dans deux épisodes de la série d'animation Robot Chicken. En 2021, elle fait une apparition dans la série The Underground Railroad, diffusé sur Amazon Prime.
Le 15 juin 2021, il est annoncé que l'actrice quitte Blacklist d'un commun accord avec l'équipe de production, la décision ayant été prise tôt pour apporter une conclusion à l'arc narratif de son personnage,.
Peu après la diffusion du dernier épisode de Blacklist dans lequel elle apparaît, Megan Boone a lancé fin juin 2021 sa société de production, Weird Sister, et a signé un contrat avec Sony Pictures Television,. Sa société développera et produira de nouveaux projets de séries pour le studio de télévision indépendant.
En 2022, un an après son départ de Blacklist, Megan Boone fera son retour à la télévision en tant qu'actrice en jouant dans un épisode de la série judiciaire anthologique Accused, basée sur la série britannique du même nom diffusée sur la BBC, qui sera diiffusé la chaîne Fox en 2023.

## Vie privée
Megan Boone vit à Brooklyn avec le photographe et artiste Dan Estabrook,. Elle a une cicatrice importante dans le dos à la suite d'un accident de cheval. Parallèlement à sa carrière d'actrice, elle s’adonne à l'art en faisant de la peinture et du collage et en investissant 10 % de son salaire de Blacklist dans sa collection d'art, puis se rend à des galeries d'art de New York durant son temps libre. Son travail est montré lors d'une interview au Live with Kelly and Michael (en), en décembre 2014,.
Le 16 novembre 2015, l'actrice annonce qu'elle attend son premier enfant et qu'elle est enceinte de trois mois. Megan Boone annonce dans le talk show de Kelly Ripa et Michael Strahan qu'elle attend une fille et qu'elle s'est fiancée. Sa grossesse est intégrée à la troisième saison de The Blacklist. Elle donne naissance à une petite fille nommée Caroline le 15 avril 2016.
À la suite de la naissance de sa fille, elle est de plus en plus impliquée pour sensibiliser l'opinion sur les questions d'environnement,. En janvier 2017, elle lance la fondation CarolineAgnes.org, qui aide les parents à offrir à leurs enfants des cadeaux respectueux de l'environnement. Boone est également titulaire d'un MBA en développement durable au Bard College,. Elle a réalisé un court-métrage, Cred Talk, dans le cadre de sa première année au Bard College.

## Filmographie

### Films

#### Longs métrages
- 2007 : The Mustachioed Bandit Meets His End de Paul Blair : Kate
- 2009 : Meurtres à la St-Valentin (My Bloody Valentine 3D) de Patrick Lussier : Megan
- 2010 : The Myth of the American Sleepover de David Robert Mitchell : Kerri Sullivan
- 2010 : Sex and the City 2 de Michael Patrick King : Allie
- 2012 : About Cherry de Stephen Elliott : Jake
- 2012 : Leave Me Like You Found Me (en) d'Adele Romanski : Erin
- 2012 : Sexy Dance 4: Miami Heat (Step Up Revolution) de Scott Speer : Claire Asa
- 2013 : Welcome to the Jungle de Rob Meltzer : Lisa
- 2017 : Family Games de Suzuya Bobo : Sloane

#### Courts métrages
- 2001 : Elijah de Randall Harmon Waldrop : Abigail
- 2010 : Eggshells for Soil : l'institutrice  — également réalisatrice et scénariste
- 2018 : Cred Talk — également réalisatrice et narratrice

### Télévision

#### Téléfilms
- 2010 : H.M.S.: White Coat de Mark Piznarski : Nell Larson (pilote non diffusé)
- 2013 : The Blacklist: Are You on the Blacklist? de réalisateur inconnu : Elizabeth Keen (épisode interactif de Blacklist)[84]

#### Séries télévisées
- 2008 : The Cleaner : Rae (saison 1 - épisode 12 : Quatre Petits Mots)
- 2008 : Cold Case : Affaires classées (Cold Case) : Helen McCormick en 1960 (saison 6 - épisode 11 : Le Plus Beau Métier du Monde)
- 2010-2011 : Los Angeles, police judiciaire (Law & Order: Los Angeles) : Substitut du procureur Lauren Stanton (rôle principal, saison 1 - épisodes 2, 4, 6 à 8, 18 et 20)
- 2013 : Blue Bloods : Détective Candice McElroy (saison 3 - épisode 13 : La Déesse et les rats - saison 3, épisode 14 : Instinct Paternel)
- 2013-2021 : Blacklist (The Blacklist) : Elizabeth Keen (rôle principal, 160 épisodes[a])
- 2014 : Robot Chicken : Hannah Horvath / Kelly Garrett / Nova (voix) (saison 7 - épisode 5 : Legion of Super-Gyros) , Angie (voix) (saison 7 - épisode 14 : Walking Dead Lobster)
- 2017 : Blacklist: Redemption (The Blacklist: Redemption) : Elizabeth Keen (saison 1 - épisode 1 : Leland Bray, saison 1 - épisode 7 : Whitehall, 1re partie)
- 2021 : The Underground Railroad : Miss Lucy (saison 1 - épisode 2 : Chapitre 2 : Caroline du Sud)
- 2023 : Accused : Jenny (en cours de tournage, 1 épisode)

## Distinctions
- LA Weekly Theater Award (en) 2008 : Meilleure performance comique et meilleure distribution dans une pièce comique pour Limonade Tous Les Jours
- Gen Art Film Festival (en) 2012 : Prix Stargazer de la meilleure actrice au pour Leave Me Like You Found Me

## Voix francophones
En France et au Québec, Megan Boone n'a pas de voix française régulière. Toutefois, Ingrid Donnadieu et Laura Blanc l'ont doublée à deux reprises en France.
En France
| - Ingrid Donnadieu dans (les séries télévisées) : - The Cleaner - Blue Bloods - Laura Blanc dans (les séries télévisées) : - Blacklist - Blacklist: Redemption | Et aussi - Chantal Macé dans Cold Case : Affaires classées (série télévisée) - Karine Texier dans Meurtres à la St-Valentin - Karine Foviau dans Los Angeles, police judiciaire (série télévisée) - Marie-Eugénie Maréchal dans Sexy Dance 4: Miami Heat - Julie Turin dans Welcome to the Jungle, |

Au Québec
 Note : la liste indique les titres québécois
- Marie-Lyse Laberge-Forest[87] dans Meurtres à la St-Valentin
- Mélanie Laberge[87] dans Dansez dans les rues 4